# Domenico Mustafà
Domenico Mustafà (Sellano 16 avril 1829 - Montefalco, le 17 mars 1912) est un chanteur, chef de chœur et compositeur italien.

## Biographie
Il était l'un des derniers castrats, sopraniste particulièrement apprécié dans le répertoire de Haendel.
Il est entré dans le Chœur de la chapelle Sixtine en 1848 en tant que directeur, et il est rapidement devenu célèbre non seulement pour son chant, mais aussi pour ses talents de compositeur. En 1855, il a fait ses débuts en tant que compositeur avec un Miserere à six voix, qui a connu un succès considérable. En 1878, il a été nommé « directeur perpétuel » du chœur papal par le pape Léon XIII.
Il a dirigé le Chœur de la chapelle Sixtine jusqu'en 1902, assisté à partir de 1898 par Lorenzo Perosi, qu'il a désigné comme son héritier. Il a quitté son emploi en raison de différends avec le nouveau chef.